# Christoph Sumann
Christoph Sumann (Judenburg, 19 gennaio 1976) è un ex biatleta e fondista austriaco.

## Biografia

### Carriera nello sci di fondo
All'inizio della carriera sportiva, Sumann fu un fondista di buon livello. I migliori risultati li ottenne nelle gare sprint: oltre a due quarti posti in Coppa del Mondo, va aggiunto un nono posto ai Mondiali di Lahti 2001. A livello juniores vinse la Coppa Continentale nella stagione 1995-1996. Ha smesso di competere nel fondo nel dicembre 2001.

### Carriera nel biathlon

#### Stagioni 2001-2009
A partire dagli anni 2000 passò al biathlon. Dopo una prima stagione (2000-2001) senza particolari acuti (chiuse 58º in classifica generale), seguì una stagione in cui Sumann conquistò risultati migliori, che gli permisero di chiudere in diciottesima posizione in Coppa. Nel dicembre 2001 vinse la staffetta maschile di Pokljuka e, il 21, conquistò il primo successo individuale nella sprint di Osrblie.
Il primo successo importante della carriera lo ottenne nella gara a partenza in linea ai Mondiali del 2009 a Pyeongchang, dove vinse la medaglia d'argento. In Coppa del Mondo i risultati non furono però all'altezza delle aspettative: arrivò soltanto in due occasioni nei primi dieci e conquistò di nuovo il podio a Ruhpolding nel gennaio 2007. Il 20 gennaio, ancora a Pokljuka, ottenne la seconda vittoria in Coppa nell'insegumento. Il giorno successivo vinse anche la partenza in linea.
Nel dicembre del 2008 gareggiò al posto di Andreas Birnbacher in squadra con Martina Beck al Biathlon-World Team Challenge; nell'occasione arrivò secondo dietro alla coppia formata da Oksana Chvostenko e Andrij Deryzemlja (Ucraina) e davanti al duo Kati Wilhelm-Michael Rösch. L'anno successivo conquistò invece la vittoria in squadra con la Wilhelm.

#### Stagioni 2010-2014
In Coppa del Mondo, nella stagione 2009-2010 vinse l'individuale di Pokljuka ed entrò nel ristretto gruppo di biathleti ad aver vinto una gara di Coppa del Mondo in ogni disciplina (il primo austriaco in assoluto), che gli permise inoltre di gareggiare con il pettorale giallo di leader della classifica generale.
Ai XXI Giochi olimpici invernali di Vancouver 2010 vinse l'argento nell'inseguimento dietro allo svedese Björn Ferry. Nella gara sprint arrivò dodicesimo, nella partenza in linea quarto. Nella staffetta conquistò un altro argento (in squadra con Simon Eder, Dominik Landertinger e Daniel Mesotitsch).
Ai XXII Giochi olimpici invernali di Soči 2014 vinse la medaglia di bronzo nella staffetta e si classificò 24° nell'individuale, 20° nella sprint, 12° nell'inseguimento e 27° nella partenza in linea. Annunciò il ritiro al termine di quella stessa stagione 2014.

## Palmarès

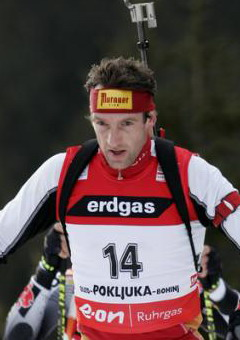
Sumann in gara nel biathlon a Pokljuka

### Biathlon

#### Olimpiadi
- 3 medaglie:
  - 2 argenti (inseguimento[2], staffetta[2] a Vancouver 2010)
  - 1 bronzo (staffetta a Soči 2014)

#### Mondiali
- 4 medaglie:
  - 2 argenti (partenza in linea[2], staffetta[2] a Pyeongchang 2009)
  - 2 bronzi (staffetta[2] a Hochfilzen 2005; individuale[2] a Chanty-Mansijsk 2011)

#### Coppa del Mondo
- Miglior piazzamento in classifica generale: 2º nel 2010
- Vincitore della Coppa del Mondo di individuale nel 2010
- 28 podi (14 individuali, 14 a squadre), oltre a quelli conquistati in sede olimpica e iridata e validi anche ai fini della Coppa del Mondo:
  - 11 vittorie (6 individuali, 5 a squadre)
  - 4 secondi posti (1 individuali, 3 a squadre)
  - 13 terzi posti (7 individuali, 6 a squadre)

##### Coppa del Mondo - vittorie
| Data             | Località        | Nazione    | Spec.                                                               |
| ---------------- | --------------- | ---------- | ------------------------------------------------------------------- |
| 15 dicembre 2001 | Pokljuka        | Slovenia   | RL (con Daniel Mesotitsch, Wolfgang Perner e Ludwig Gredler)        |
| 21 dicembre 2001 | Osrblie         | Slovacchia | SP                                                                  |
| 20 gennaio 2007  | Pokljuka        | Slovenia   | PU                                                                  |
| 21 gennaio 2007  | Pokljuka        | Slovenia   | MS                                                                  |
| 21 dicembre 2008 | Hochfilzen      | Austria    | RL (con Daniel Mesotitsch, Friedrich Pinter e Tobias Eberhard)      |
| 8 gennaio 2009   | Oberhof         | Germania   | RL (con Daniel Mesotitsch, Friedrich Pinter e Dominik Landertinger) |
| 11 gennaio 2009  | Oberhof         | Germania   | MS                                                                  |
| 13 dicembre 2009 | Hochfilzen      | Austria    | RL (con Simon Eder, Daniel Mesotitsch e Dominik Landertinger)       |
| 17 dicembre 2009 | Pokljuka        | Slovenia   | IN                                                                  |
| 16 marzo 2013    | Chanty-Mansijsk | Russia     | PU                                                                  |
| 9 gennaio 2014   | Ruhpolding      | Germania   | RL (con Daniel Mesotitsch, Simon Eder e Dominik Landertinger)       |

Legenda:

SP = sprint

IN = individuale

PU = inseguimento

MS = partenza in linea

RL = staffetta

#### Campionati austriaci
- 29 medaglie[3]:
  - 13 ori (sprint nel 2001; 10 km sprint, 12,5 km inseguimento nel 2002; 12,5 km inseguimento nel 2003; partenza in linea nel 2004; 10 km sprint nel 2005; 10 km sprint, 12,5 km inseguimento, 20 km skiroll nel 2006; 10 km sprint nel 2007; 12,5 km inseguimento nel 2008; 20 km individuale nel 2009; 20 km skiroll nel 2011)
  - 8 argenti (12,5 km inseguimento nel 2005; 20 km nel 2008; 10 km sprint nel 2009; 10 km sprint, 12,5 km inseguimento nel 2011; 10 km sprint, individuale skiroll nel 2013; 10 km sprint nel 2014)
  - 8 bronzi (20 km nel 2003; 20 km skiroll nel 2004; 20 km skiroll nel 2005; 10 km sprint nel 2008; 12,5 km inseguimento nel 2009; staffetta nel 2013; 12,5 km inseguimento, staffetta nel 2014)

### Sci di fondo

#### Coppa del Mondo
- Miglior piazzamento in classifica generale: 55º nel 1998

#### Campionati austriaci
- 1 medaglia[3]:
  - 1 bronzo (15 km inseguimento nel 1998)